# Soni Pullamsetti
Soni Savai Pullamsetti (Telugu సోని సవాయి పుల్లంశెట్టి; * 4. Juli 1976 in Andhra Pradesh) ist eine indische Mikrobiologin, Lungenforscherin und Hochschullehrerin am Universitätsklinikum der Justus-Liebig-Universität Gießen.

## Leben und Wirken
Pullamsetti studierte an der Osmania University in Hyderabad und erwarb dort 1997 einen Bachelor of Science in Mikrobiologie. 1999 erwarb sie an der Zentraluniversität von Chhattisgarh einen Master of Science in Biotechnologie. Beide Abschlüsse wurden mit einer Goldmedaille für die jeweils beste Abschlussnote ausgezeichnet. 2002 kam sie nach Deutschland und absolvierte ein Graduiertenprogramm an der Universität Gießen. Dort wurde sie 2006 mit der in englischer Sprache erschienenen Schrift Role of dimethylarginine dimethylaminohydrolases (DDAH) in pulmonary arterial hypertension promoviert. Anschließend arbeitete sie als Postdoktorandin an der medizinischen Klinik und Poliklinik IV/V der Universität Gießen. 2008 wechselte Pullamsetti als wissenschaftliche Mitarbeiterin an das Max-Planck-Institut für Herz- und Lungenforschung in Bad Nauheim. Nach einem Mutterschaftsurlaub wurde sie 2011 am Bad Nauheimer Max-Planck-Institut Leiterin der Forschungsgruppe „Molekulare Mechanismen von Lungengefäßerkrankungen“. Seit 2014 ist sie Leiterin des Bereichs Pulmonale Hypertonie am Deutschen Zentrum für Lungenforschung in Gießen. 2015 erhielt sie den Dr.-Herbert-Stolzenberg-Preis der Universität Gießen. 2017 wurde Pullamsetti an der Universität Gießen zur außerplanmäßigen Professorin ernannt, seit 2020 hat sie in Gießen den ordentlichen Lehrstuhl für Epigenetik der Lungengefäße inne.
Seit 2023 ist Pullamsetti Mitglied der American Heart Association. Im selben Jahr wurde sie zudem zum Mitglied in die Deutsche Akademie der Naturforscher Leopoldina gewählt.
Pullamsettis Forschungsschwerpunkte liegen im Bereich der Pneumologie, der Herz-Lungen-Erkrankungen und der Epigenetik. Hauptsächlich untersucht sie, wie epigenetische Mechanismen und Transkriptionsfaktoren die Genregulation beeinflussen, um Grundlagen für neue Behandlungsstrategien von Lungenkrankheiten zu schaffen, insbesondere für Lungenhochdruck (pulmonale Hypertonie), Rechtsherzversagen und Lungenfibrose.
Ein Schwerpunkt von Pullamsettis Forschung ist der bisher nicht heilbare Lungenhochdruck. Hierbei untersucht Pullamsetti vor allem die genetischen Grundlagen für die bei dieser Krankheit charakteristische Verdickung der Gefäßwand der Lungenarterien und Verringerung deren Durchmessers. Dies wird durch eine chronische Zellaktivierung bewirkt. Pullamsettis Forschung zielt darauf, diese chronische Zellaktivierung zu stoppen. So entdeckte sie Wachstums- und Transkriptionsfaktoren, die wiederum als Grundlage für die Entwicklung von Medikamenten dienen.
Eine weitere Folge von Lungenhochdruck ist, dass es zu Umbauprozessen in der rechten Herzkammer kommen kann, die die Herzfunktion beeinträchtigen. Durch Pullamsettis Forschung konnten Gene bestimmt werden, die während des Umbauprozesses aktiv sind. Darauf aufbauend konnte sie Proteine im Blut nachweisen, die als Biomarker in Frage kommen, um den Zustand der rechten Herzkammer zu beurteilen. Dies biete neue Ansätze für eine künftig frühzeitigere Vorhersage des Krankheitsverlaufs und Entwicklung neuer Therapien.
Einen weiteren Schwerpunkt ihrer Forschung bildet die Atemnot als Spätfolge einer COVID-19-Erkrankung.